# Pulau Kawio
Pulau Kawio är en ö i Indonesien.   Den ligger i provinsen Sulawesi Utara, i den nordöstra delen av landet, 2 400 km nordost om huvudstaden Jakarta. Arean är 0,78 kvadratkilometer.
Terrängen på Pulau Kawio är platt. Öns högsta punkt är 47 meter över havet. Den sträcker sig 1,2 kilometer i nord-sydlig riktning, och 1,3 kilometer i öst-västlig riktning.